# Prevostura di Saint-Gilles
Il priorato di Saint-Gilles o collegiata di Saint-Gilles (pron. fr. AFI: [sɛ̃ ʒil] - in francese prieuré de Saint-Gilles e collégiale de Saint-Gilles rispettivamente) è un complesso architettonico religioso che domina il borgo di Verrès, nella Bassa Valle d'Aosta.
Tra il Medioevo e l'inizio del XIX secolo il convento dei canonici regolari di Saint-Gilles è retto dal prevosto, per cui viene spesso indicato come prevostura di Saint-Gilles (in francese, Prévôté de Saint-Gilles). È stato un importante centro di potere religioso medievale e centro di coordinamento per la religione cattolica in Piemonte, Valle d'Aosta e Savoia.

## Descrizione
L'insieme del complesso dedicato a sant'Egidio accorpa vari edifici costruiti tra il XI e il XVIII secolo a monte del borgo di Verrès, lungo l'antica strada di Challand pavimentata con un pregevole acciottolato.
Vi si accede prendendo la rampa che devia a sinistra dopo pochi metri.
Dal terrazzino alla base della scalinata si osservano, verso l'alto, una colonna in pietra non locale del XIX secolo, una grande finestra a trifora, capolavoro del gotico valdostano, e una corona di mensole a metà della torre campanaria.
Salita la scalinata, si arriva all'accesso laterale e al portale della prevostura. Questo portale è assai originale anche per l'assemblaggio dei blocchi, con eleganti colonne scolpite e motivi sobriamente ritorti che si rincorrono come tentacoli e s'armonizzano perfettamente nella verde tenuità della pietra rugosa.
La cappella degli Challant è stata fatta costruire da Ibleto di Challant, padre di Francesco I di Challant, e ne conserva le spoglie secondo le sue volontà testamentarie del 15 febbraio 1405.
La chiesa parrocchiale è stata ricostruita negli anni 1770 sui resti dell'antica chiesa, nello stesso periodo in cui il conte Carlo Francesco Ottavio di Challant-Châtillon (1711-1770) fece annettere la cappella di San Giorgio e San Maurizio alle strutture della chiesa precedente.
Il campanile e il grande edificio adiacente sono stati ricostruiti per volere del prevosto Carlo di Challant nel 1512, che fa edificare anche La Murasse e, al limitare del borgo verso Arnad al bivio per Issogne, la Grangia Nuova (o Grange neuve in francese).

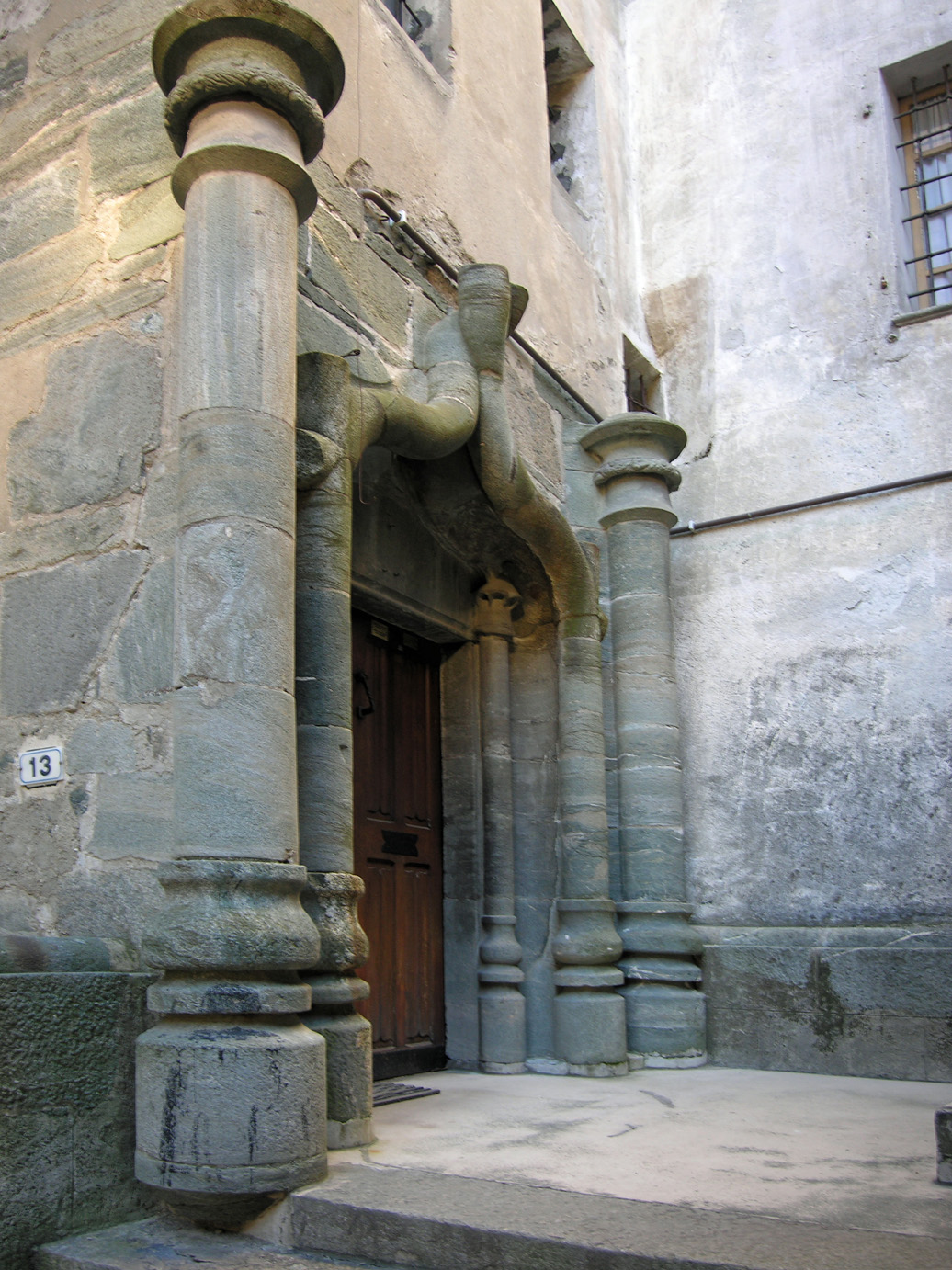
Il portale monumentale.
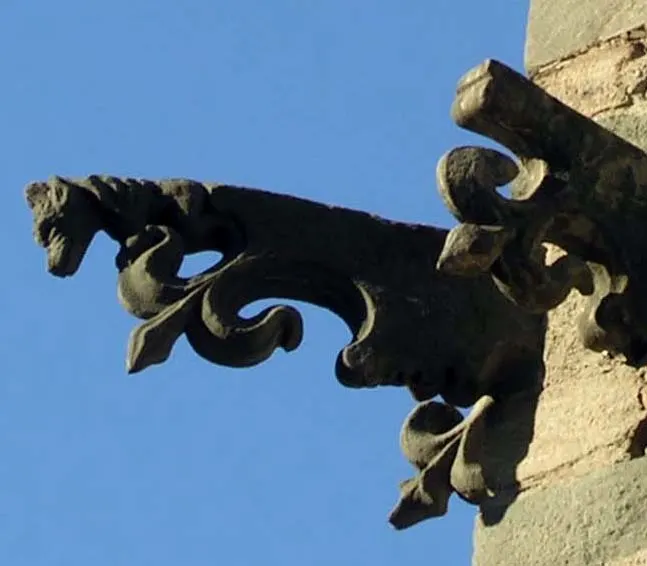
Particolare delle mensole scolpite nella parte superiore della torre.
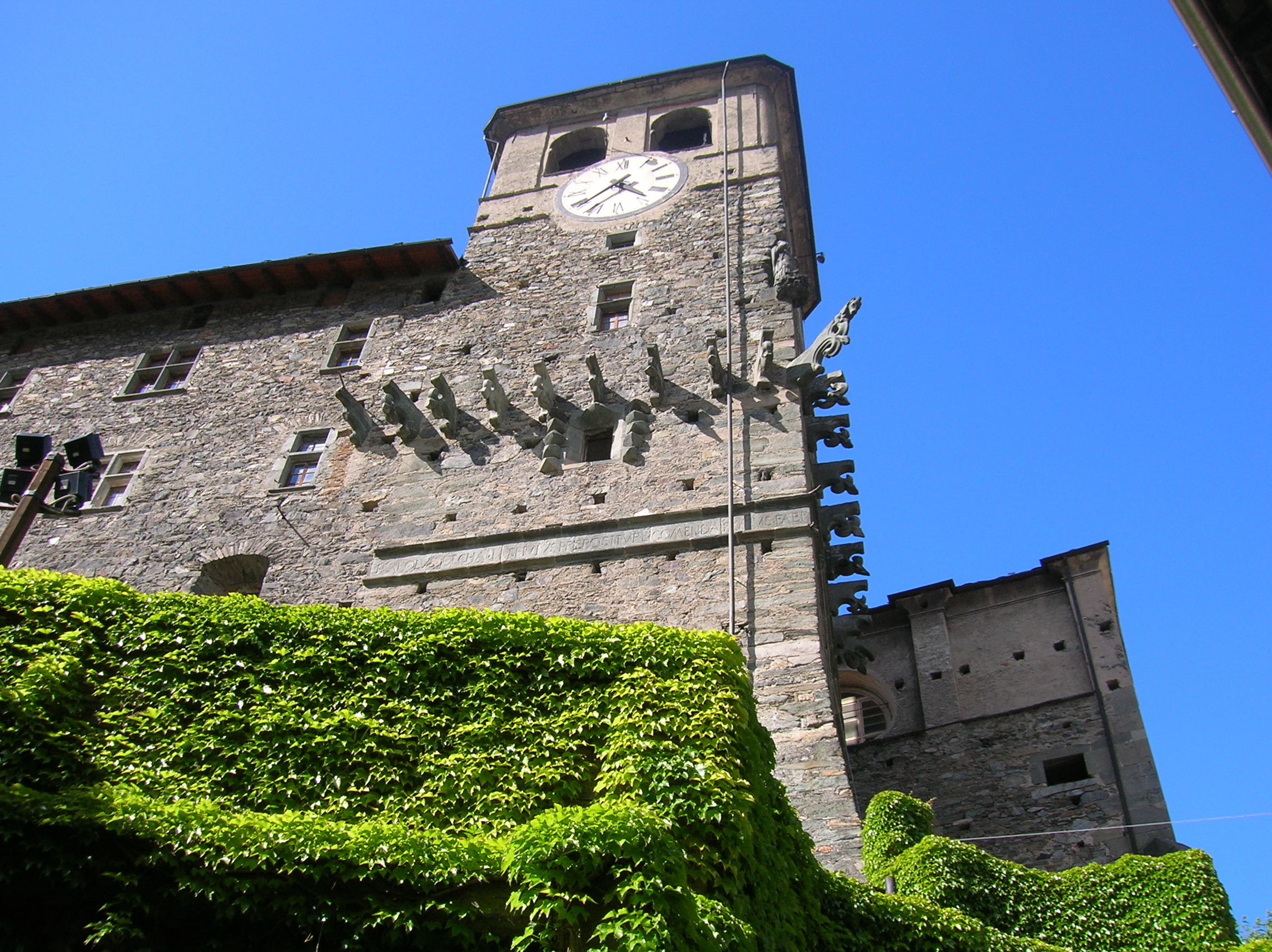
La torre dal basso.
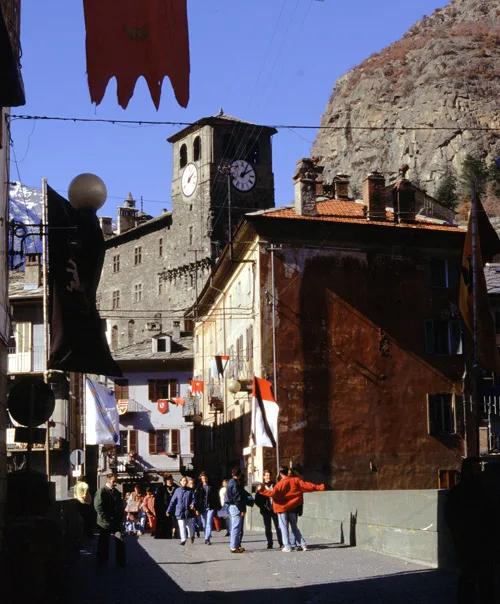
La prevostura vista dal ponte vecchio di Verrès il giorno del Carnevale storico.

## Storia
In origine, il convento dei canonici di Saint-Gilles di Verrès è retto dai prevosti.
Secondo la storiografia antica viene fondato all'inizio del X secolo da Adalberto I d'Ivrea e dalla sua prima moglie. Seccessivi studi hanno tuttavia portato a datare la fondazione al 985 circa da parte dei Marchesi del Monferrato che lo affidano ai Benedettini dell'abbazia di Fruttuaria, ai quali succedono nel XII secolo i canonici regolari di Sant-Agostino.

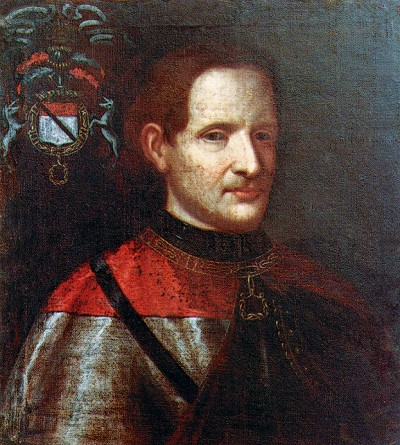
Ibleto di Challant.

Progressivamente, Saint-Gilles si vede attribuire la gestione di numerose parrocchie della Valle d'Aosta: quelle di Verrès, Fénis e Challand-Saint-Victor, poi quelle di Arnad, Saint-Marcel, Antey-Saint-André, Chambave, Diémoz et Saint-Denis, Issime con la giurisdizione su Gressoney-Saint-Jean, Gressoney-La-Trinité, Montjovet, Torgon, Valtournenche, Ayas, Charvensod, Saint-Martin-de-Corléans, Arvier e Aymavilles.
Nel 1113, il vescovo di Aosta Bosone I decide di affidare al convento la parrocchia di La Thuile e l'ospizio del Piccolo San Bernardo che conserverà fino al 1466. Il potente priorato controlla allora anche le parrocchie piemontesi di Sant'Ambrogio, San Pietro e San Fedele a Ivrea e la chiesa di Sant'Emiliano di Cigliano.
Nella seconda metà del XV secolo, Saint-Gilles è affidato in commendam a Giorgio di Challant e quindi a Carlo di Challant, prevosto dal 1484 fino alla sua morte avvenuta nel 1518-1520. Successivamente, la famiglia di Challant lo affida a tre prevosti anziani di comodo, e rende palese il suo controllo totale dell'istituzione religiosa quando Renato di Challant ottiene la concessione del giuspatronato (jus patronatus ecclesiae parochialis) con la bolla pontificia del 14 febbraio 1533, imponendo nel 1544 suo figlio illegittimo Francesco († 1584) a cui succedono altri prevosti, tutti discendenti da sua figlia legittima Isabella di Challant e Giovanni Federico Madruzzo, della famiglia dei principi vescovi di Trento e conte di Avio.
Questa egemonia perdura fino al 1648, quando Giovanni Battista Vercellino (1586 - 1651), vescovo di Aosta, riesce a introdurre i Canonici regolari della Congregazione del Salvatore di san Pietro Fourier. Di conseguenza, il commendatario Carlo Emanuele Madruzzo, principe vescovo di Trento e VIII conte di Challant, è costretto a lasciare il convento.
I nuovi prevosti castrali, malgrado debbano affrontare l'ostilità degli eredi della famiglia di Challant che si considerano parte lesa, conservano il convento per 71 anni.
Nel 1712, anno di decesso del secondo prevosto Jean-Nicolas Deffays, l'elezione del successore Antoine-Joseph Busquet urta gli interessi di Giorgio Francesco di Challant († 1729), V Barone di Châtillon e XIII conte di Challant. Quest'ultimo tra il 1712 e il 1718 porta avanti le pratiche del processo che si concluderà a suo vantaggio: il 22 giugno 1717 il prevosto Busquet deve dimettersi e far posto ai Canonici regolari di Sant'Agostino, cedendo la carica a Paolo Francesco di Challant († 7 giugno 1745), nominato prevosto da papa Clemente XI il 18 gennaio 1718, a condizione tuttavia di condurre una vita regolare e claustrale.
La famiglia di Challant è definitivamente espropriata dei diritti sul priorato nel 1772, e nel 1786 la carica di prevosto è unificata a quella di curato di Verrès.
Il 1º settembre 1802, il convento viene soppresso dal governo imperiale francese e i canonici sono espulsi dal prefetto del Dipartimento della Dora Ange Gandolpho, ma sarà riabilitato il 10 gennaio 1816 con l'annessione della Valle d'Aosta al Regno di Sardegna.
Nella collegiata di Saint-Gilles si trova la sepoltura del venerabile Egidio Giovanni Battista Laurent o Gilles Laurent (Montjovet, 12 settembre 1884 - Verrès, 30 dicembre 1941)., conosciuto come Frère Gilles, cui è inoltre dedicata una via di Verrès.
L'8 dicembre 2015 nel complesso architettonico è inaugurata la Casa del Pellegrino, ostello per i pellegrini che percorrono la Via Francigena.